# آدریان پتی
آدریان پتی (فرانسوی: Adrien Petit‎؛ زادهٔ ۲۶ سپتامبر ۱۹۹۰) دوچرخه‌سوار اهل فرانسه است.
از باشگاه‌هایی که در آن رکاب زده‌است می‌توان به تیم دوچرخه‌سواری کوفیدیس و تیم دوچرخه‌سواری دیرکت انرژی اشاره کرد.
وی در مسابقات کشوری و بین‌المللی در مجموع برندهٔ ۱ مدال نقره شده‌است.